# Andrzej Smirnow

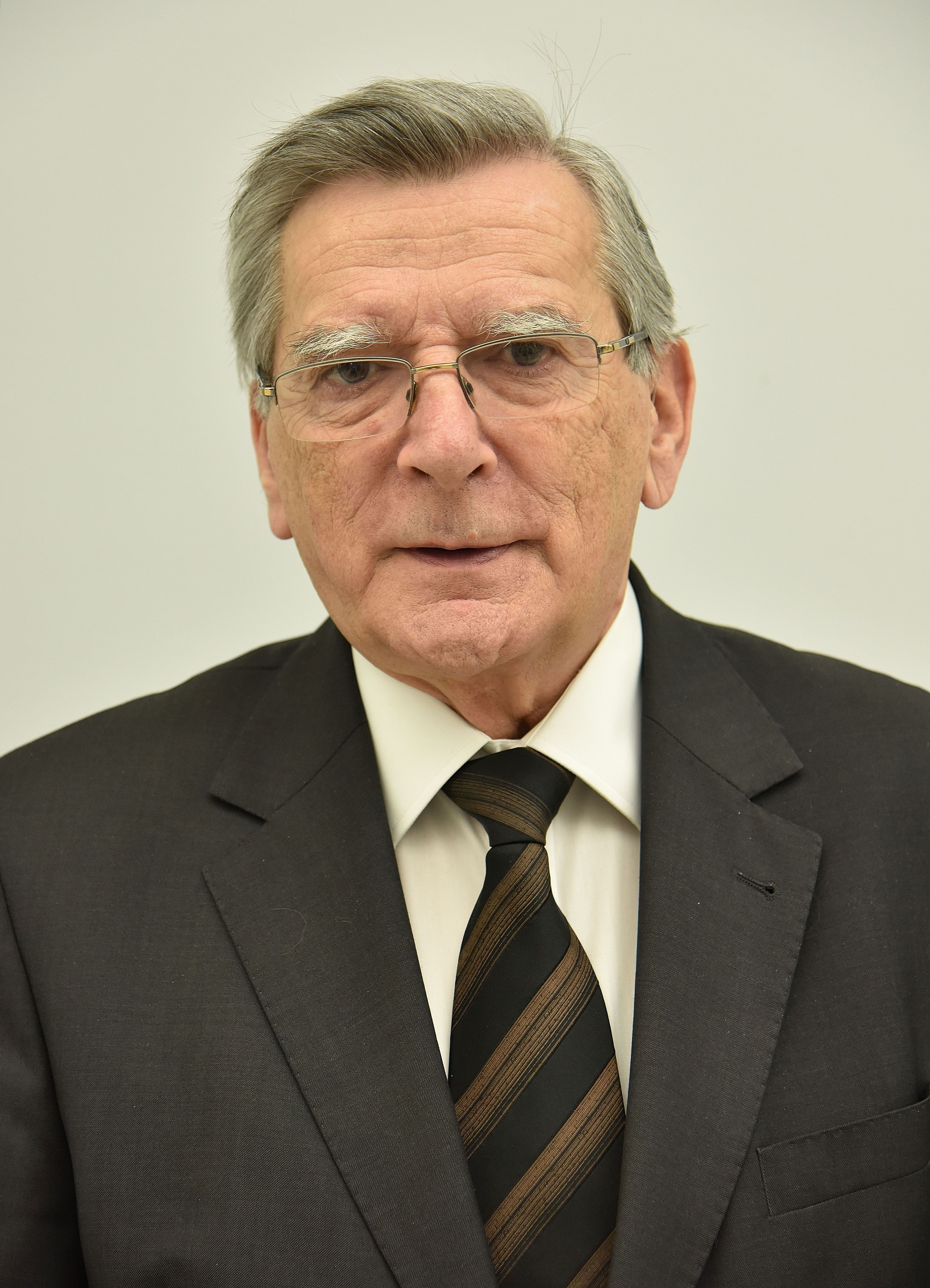
Andrzej Smirnow (2016)

Andrzej Smirnow (* 9. September 1938 in Warschau) ist ein polnischer Politiker (Solidarność, AWS, PO, PiS). Er gehörte von 1991 bis 1993, von 1997 bis 2001, von 2005 bis 2011 und von 2014 bis 2019 dem Sejm in dessen I., III., V., VI., VII. und VIII. Wahlperiode an.

## Leben und Beruf
Nach dem Besuch des Stanisław-Staszic-Gymnasiums (XIV Liceum Ogólnokształcące im. Stanisława Staszica) in Warschau studierte er an der Technischen Universität Warschau, welche er 1965 mit einem Magister abschloss. Danach arbeitete er dort am Lehrstuhl für elektrische Antriebe und anschließend am Institut für Ablaufsteuerung und Elektronikindustrie (Sterowania i Elektroniki Przemysłowej). 1974 promovierte Smirnow in Ingenieurwissenschaft.
Andrzej Smirnow ist verheiratet und hat einen Sohn.

## Politik
Smirnow wurde 1980 Vorsitzender der unabhängigen Gewerkschaft Solidarność an der Technischen Universität Warschau und blieb dies bis 1991. Zugleich war er stellvertretender Vorsitzender der nationalen Abteilung für Wissenschaft der Solidarność. Er war 1990 Mitgründer der Porozumienie Centrum, verließ diese aber, um bei der ersten Parlamentswahl der Dritten Polnischen Republik 1991 als Mitglied der Solidarność zu kandidieren. Seine Kandidatur war erfolgreich und wurde er Abgeordneter des Sejms. Er war Mitglied der Akcja Wyborcza Solidarność (AWS) und konnte für sie bei der Wahl 1997 erneut ein Mandat für das Parlament erringen. Von 1998 bis 2002 war er für die AWS auch Mitglied des Woiwodschaftssejmiks der Woiwodschaft Masowien. 2002 wurde Andrzej Smirnow Mitglied der Platforma Obywatelska (PO). Als Mitglied dieser Partei war er bei den Wahlen 2005, mit 10.263 Stimmen, und den vorgezogenen Wahlen 2007, mit 10.546 Stimmen, erfolgreich. Bei der Parlamentswahl 2011 verpasste er zunächst ein Abgeordnetenmandat. Er rückte jedoch am 5. Juni 2014 für Dariusz Rosati, der in das Europaparlament gewählt worden war, in den Sejm nach. Drei Wochen später verließ er die PO, nachdem er die Teilnahme an einer Vertrauensabstimmung über das Kabinett von Donald Tusk verweigert hatte. Im März 2015 trat er der Fraktion der Prawo i Sprawiedliwość (PiS) bei und wurde kurze Zeit später auch Parteimitglied. Bei der Parlamentswahl 2015 gelang ihm für die PiS die Wiederwahl in den Sejm. Nachdem er bereits erfolglos bei der Europawahl 2019 kandidiert hatte, scheiterte er auch bei der Parlamentswahl 2019 und schied daher aus dem Sejm aus.

## Ehrungen
- 2011 Kommandeurskreuz des Ordens Polonia Restituta[15]